# Paulo da Cunha Lana

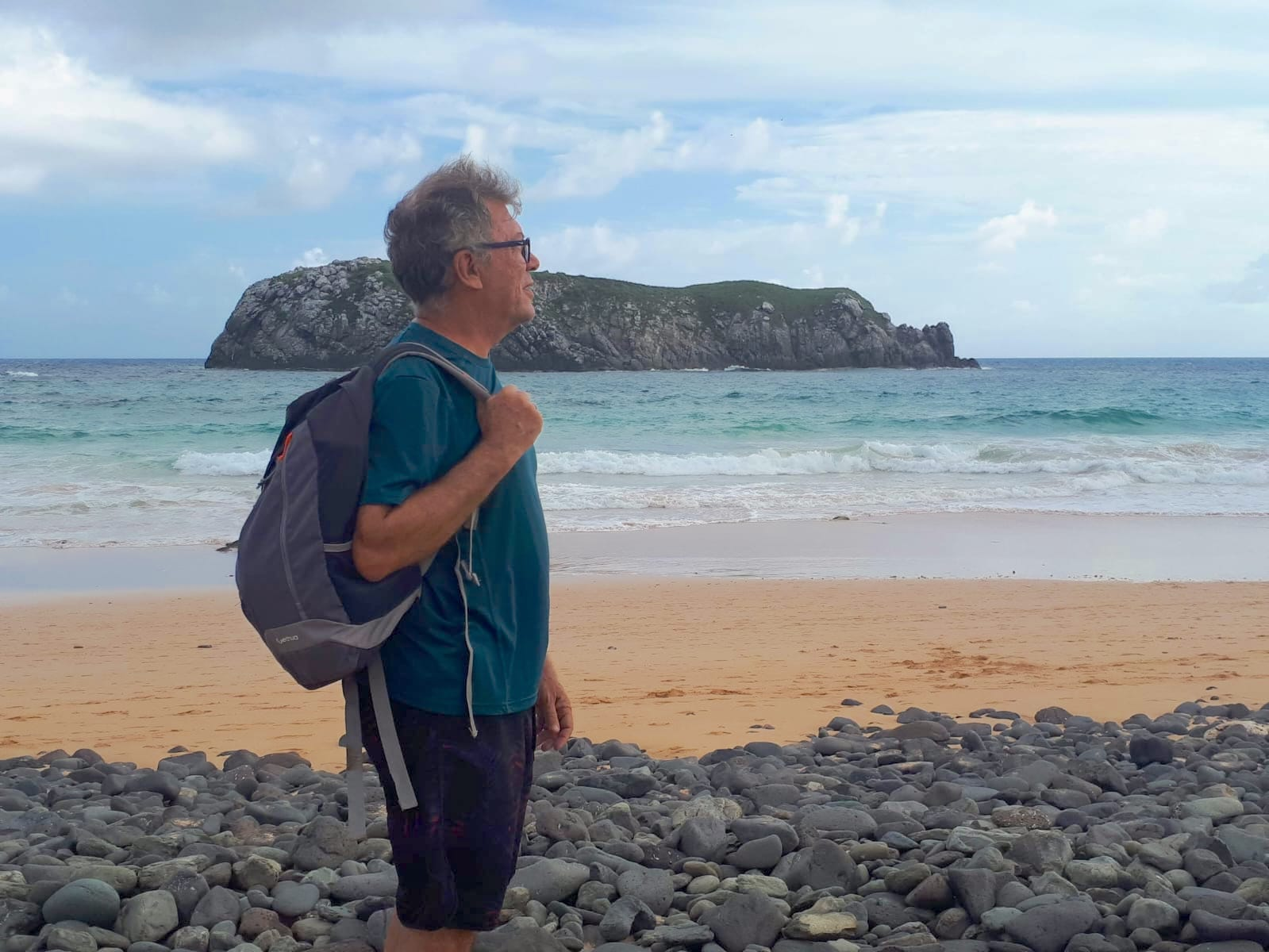
Paulo da Cunha Lana

Paulo da Cunha Lana (Bambuí, 20 de abril de 1956 - Pontal do Paraná, 30 de junho de 2022) foi um oceanógrafo, biólogo, ecólogo e professor universitário brasileiro. Foi reconhecido internacionalmente como um dos maiores cientistas brasileiros da área.
Foi um dos fundadores do Centro de Estudos do Mar da Universidade Federal do Paraná e um dos criadores e consolidadores do Doutorado em Meio Ambiente e Desenvolvimento da Universidade Federal do Paraná, onde atuou por mais de 15 anos. Ademais, foi um dos idealizadores do curso de Ciências do Mar (Oceanografia) da UFPR em 2000 e homenageado pela Câmara Municipal de Curitiba por seu trabalho em defesa do meio ambiente.
Foi membro do Comitê Assessor de Oceanografia do Conselho Nacional de Desenvolvimento Científico e Tecnológico (CNPq) em três oportunidades e presidiu a International Polychaetology Association, que reúne cientistas de vários países dedicados ao estudo de poliquetas, por três anos, no triênio 2010-2013.
Graduou-se em Ciências Biológicas pela Universidade Estadual do Rio de Janeiro (1977) e doutorou-se em Oceanografia Biológica pelo Instituto Oceanográfico da Universidade de São Paulo (1984). Ingressou como Professor Visitante no Centro de Biologia Marinha da UFPR (atual Centro de Estudos do Mar) em 1981, onde atuou como professor e pesquisador durante 39 anos, e aposentou-se como professor titular no final de 2020. Entretanto, continuou ativo e estava vinculado até a sua morte ao Laboratório de Ecologia Marinha da mesma instituição como professor sênior.
Fez parte, desde 1985, da lista de cientistas classificados pelo CNPq como 1A – a elite da pesquisa brasileira, por seu reconhecimento no País e em centros científicos do exterior, além de ampla produção acadêmica, tendo sido autor de 169 artigos científicos, 10 livros e 25 capítulos de livro. Supervisionou o trabalho de mais de 100 mestres, doutores e pós-doutores, além de dezenas de monografias de conclusão de curso. Além disso, foi um dos primeiros brasileiros a ir ao continente Antártico, em expedição de pesquisa em 1982.